# Julio Alak

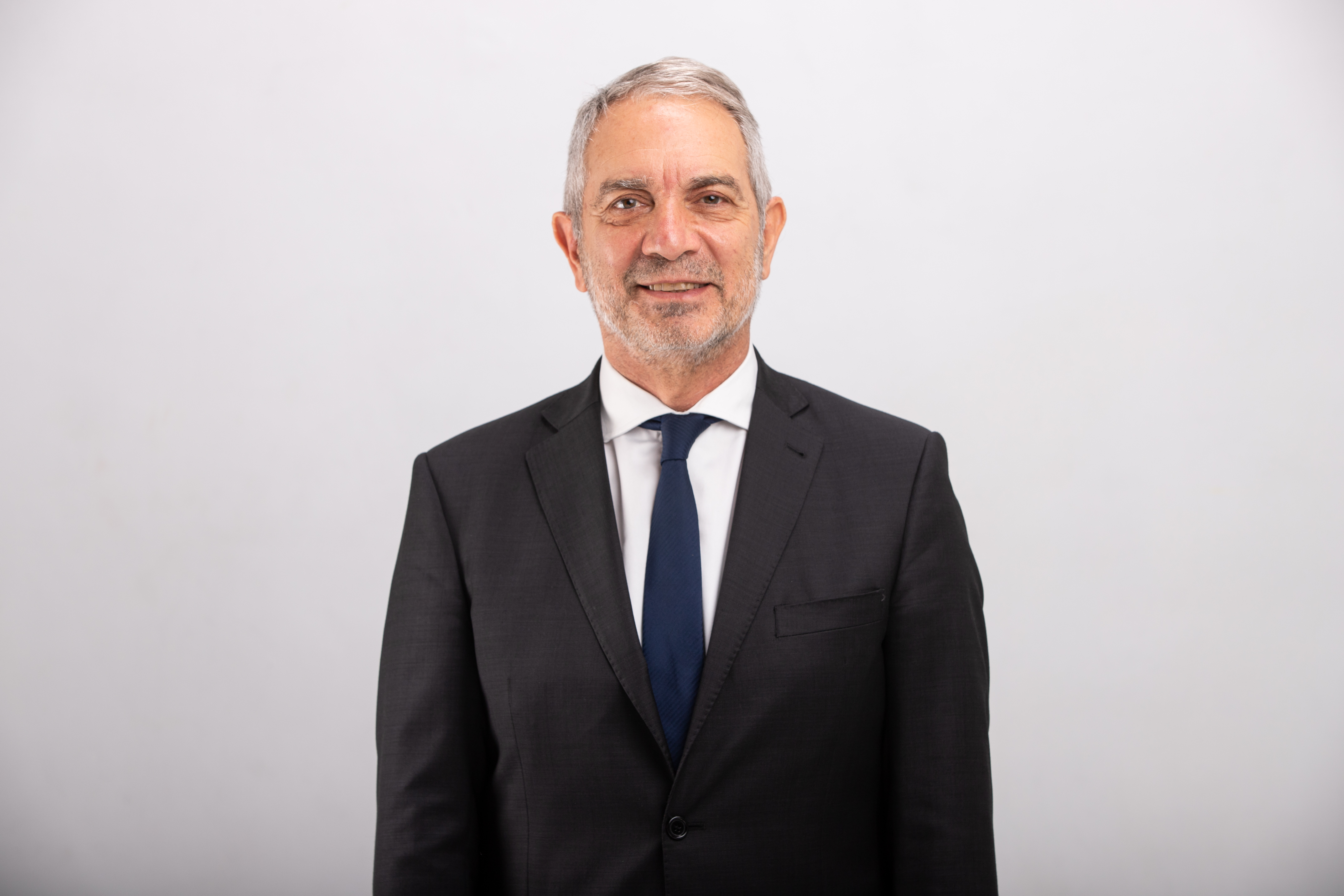
Julio Alak

Julio César Alak (* 9. Januar 1958 in Buenos Aires) ist ein argentinischer Politiker.

## Leben
Alak studierte Rechtswissenschaften an der Universidad Nacional de La Plata. 1984 wurde er Mitglied der Partido Justicialista. Vom 10. Dezember 1991 bis zum 10. Dezember 2007 war Alak als Nachfolger von Pablo Pinto Bürgermeister der Stadt La Plata. Ihm folgte im Amt Pablo Bruera. Von 2009 bis 2015 war er als Nachfolger von Aníbal Fernández Justizminister in der Regierung von Cristina Fernández de Kirchner. Seit 2019 ist er Justizminister für die Regierung der Provinz Buenos Aires unter Axel Kicillof. Er ist verheiratet und hat drei Kinder.